# Metropolia Filadelfii (bizantyjsko-ukraińska)
Metropolia Filadelfii – metropolia Kościoła katolickiego obrządku bizantyjsko-ukraińskiego, obejmująca wszystkich wiernych tego obrządku żyjących w Stanach Zjednoczonych. Powstała w 1958 roku, od 2019 roku metropolitą jest abp Borys Gudziak, archieparcha filadelfijski i zarazem zwierzchnik całego Kościoła bizantyjsko-ukraińskiego w USA. Do metropolii należą metropolitalna archieparchia Filadelfii oraz trzy eparchie. 

## Eparchie
- Archieparchia Filadelfii
- Eparchia św. Jozafata w Parmie
- Eparchia św. Mikołaja w Chicago
- Eparchia Stamford